# Goephanomimus
Goephanomimus is een kevergeslacht uit de familie van de boktorren (Cerambycidae). De wetenschappelijke naam van het geslacht werd voor het eerst geldig gepubliceerd in 1957 door Breuning.

## Soorten
Goephanomimus omvat de volgende soorten:
- Goephanomimus albopunctulatus Breuning, 1957
- Goephanomimus flavopictus Breuning, 1957
- Goephanomimus vagepictus Breuning, 1957